# Agros Żary
Miejski Ludowy Klub Sportowy Agros Żary – klub sportowy z Żar; prowadzi sekcje zapaśnicze (męską i żeńską) oraz lekkoatletyczną.

## Historia

### Lekkoatletyka
Sekcja lekkiej atletyki przy Klubie Sportowym „Włókniarz” (obecnie „Agros”) powstała we wrześniu 1992 roku. Założycielami pierwszego żarskiego klubu (sekcji lekkoatletycznej) w Żarach byli: Irena Zdunek i Krzysztof Skorupa, którzy wraz z Andrzejem Kempą byli dodatkowo trenerami. Trenerami sekcji w przeszłości i obecnie są Ewa Gralak, Joanna Skorupa, Andrzej Boguszewski, Krzysztof Skorupa i Dariusz Wisz.

## Zawodnicy
Do najbardziej znanych zawodników Agrosu należą m.in. medaliści Mistrzostw Polski, Europy, Świata oraz Igrzysk Olimpijskich:

### Zapasy
- Iwona Matkowska – zapaśniczka, medalistka mistrzostw Europy i świata
- Daria Osocka – zapaśniczka, medalistka mistrzostw Europy kadetek
- Dominika Osocka – zapaśniczka, medalistka mistrzostw Europy juniorek
- Józef Tracz – zapaśnik, wicemistrz świata i olimpijski, medalista olimpijski i Mistrz Polski
- Mieczysław Tracz – zapaśnik, Mistrz Polski i olimpijczyk, uczestnik mistrzostw Europy i świata
- Tadeusz Michalik - zapaśnik, medalista olimpijski

### Lekkoatletyka
- Adrianna Załucka – medalistka mistrzostw Polski w biegach przełajowych
- Marcin Sieja – Mistrz Polski (2011, 2012[2])  i rekordzista kraju w biegu 24-godzinnym
- Grzegorz Hudyma – medalista halowych mistrzostw Polski juniorów i juniorów młodszych 2005
- Krzysztof Badowski – medalista halowych mistrzostw Polski juniorów i juniorów młodszych 2005
- Damian Krupa – medalista mistrzostw Polski, specjalizujący się w biegu na 400 metrów przez płotki
- Marek Skorupa – medalista mistrzostw Polski, specjalizujący się w biegach długich i przełajowych
- Michał Rozmys – medalista mistrzostw Polski, specjalizujący się w biegach średnich i przełajowych[3]